# 48. Münchner Sicherheitskonferenz

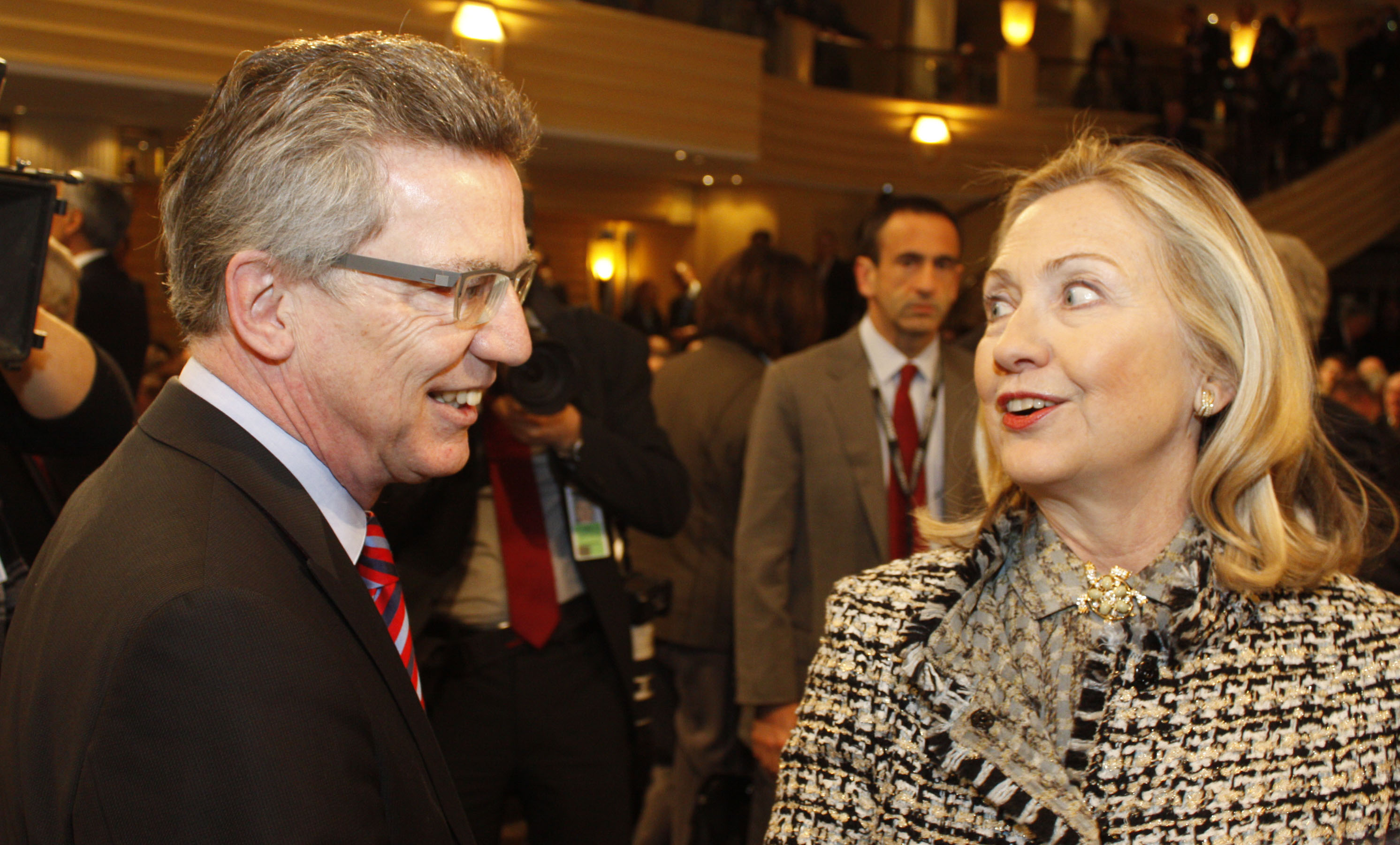
Bundesverteidigungsminister Thomas de Maizière und US-Außenministerin Hillary Clinton auf der Konferenz 2012

Die 48. Münchner Sicherheitskonferenz fand vom 3. bis 5. Februar 2012 statt.

## Eröffnungsrede
In seiner Eröffnungsrede sprach sich Bundesverteidigungsminister Thomas de Maizière für eine nüchterne Debatte zur Rolle Deutschlands in der Welt aus. Weiterhin bestätigte de Maizière das für Ende 2014 vorgesehene Ende des deutschen Einsatzes in Afghanistan und forderte vor dem Hintergrund einer strategischen Neuausrichtung der USA zum Pazifik eine engere militärische Zusammenarbeit der europäischen Staaten.

## Rolle der NATO und Chinas
Befürchtungen zu einem möglichen Bedeutungsverlust der transatlantischen Zusammenarbeit traten während der Konferenz US-Außenministerin Hillary Clinton und US-Verteidigungsminister Leon Panetta gemeinsam entgegen. Während Clinton Europa als „wichtigsten Partner der Vereinigten Staaten“ bezeichnete, bekräftigte Panetta das hervorgehobene militärische Engagement der USA in Europa: „Unsere militärische Präsenz in Europa wird größer sein als in allen anderen Regionen der Welt.“ Während einer Podiumsdiskussion zu den Auswirkungen der wachsenden geostrategischen Bedeutung Asiens verwies der australische Außenminister Kevin Rudd darauf, dass in absehbarer Zeit mit China erstmals seit 500 Jahren ein nicht-westliches Land die wirtschaftlich bedeutendste Nation der Erste stellen werde. 

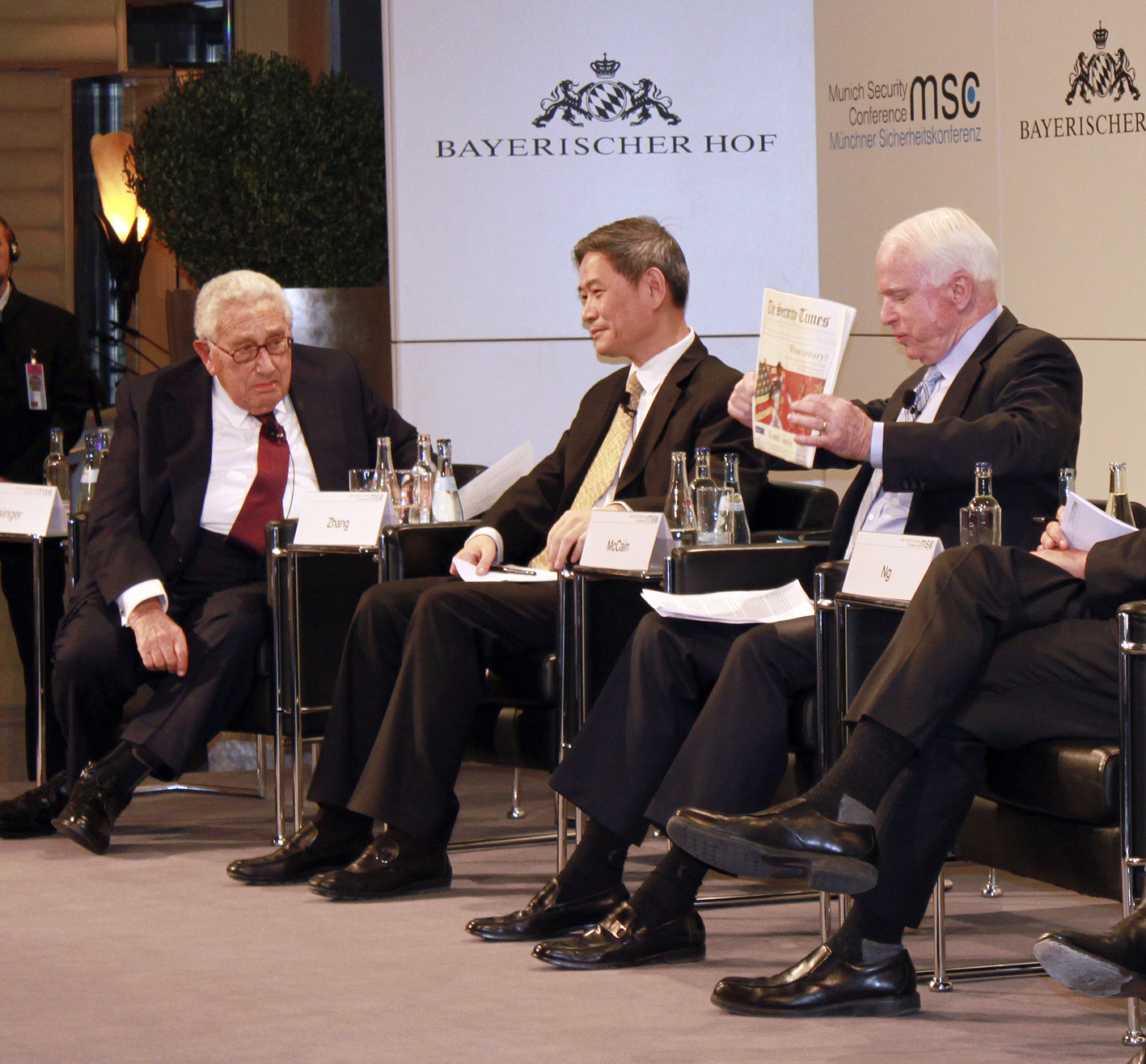
US-Senator John McCain (re.), Zhang Zhijun, chinesischer Vize-Außenminister, und Henry Kissinger während der 48. MSC

Der chinesische Vizeaußenminister Zhang Zhijun beschrieb den Aufstieg Asiens als einen „Segen“ für die Welt und bezeichnete den Machtzuwachs seines Landes als ein neues internationales Gleichgewicht. Zhijun nannte China ein nach „Harmonie“ strebendes Land. Dem widersprach der amerikanische Senator John McCain und verwies auf chinesische Territorialkonflikte und Menschenrechtsverletzungen. McCain wiederholte während der Diskussion seine Voraussage, dass der Arabische Frühling auch China erreichen werde.

## Raketenschild
Im Streit zwischen Russland und der NATO über eine Raketenabwehr in Europa konnte im Verlauf der Konferenz keine Annäherung erzielt werden. Während US-Außenministerin Clinton und US-Verteidigungsminister Panetta russischen Forderungen nach Mitsprache nicht entgegenkamen, warnte der russische Außenminister Sergei Lawrow vor einem Alleingang der NATO, der zu einer „globalen Katastrophe“ führen könne. Einen vollständig anderen Ansatz verfolgte die internationale Kommission Euro-Atlantic Security Initiative (EASI), deren Mitglieder Wolfgang Ischinger, Igor Iwanow und Sam Nunn während der Konferenz einen Bericht zur Verbesserung der Beziehungen zwischen Russland und dem Westen vorstellte. Dieser umfasste auch Planungen zur Raketenabwehr, die eine enge technische Kooperation zwischen der NATO und Russland bei der Luftraumüberwachung vorsahen, ohne die jeweilige Verantwortung für einen Abschuss feindlicher Raketen aufzuheben.

## Atomare Abrüstung

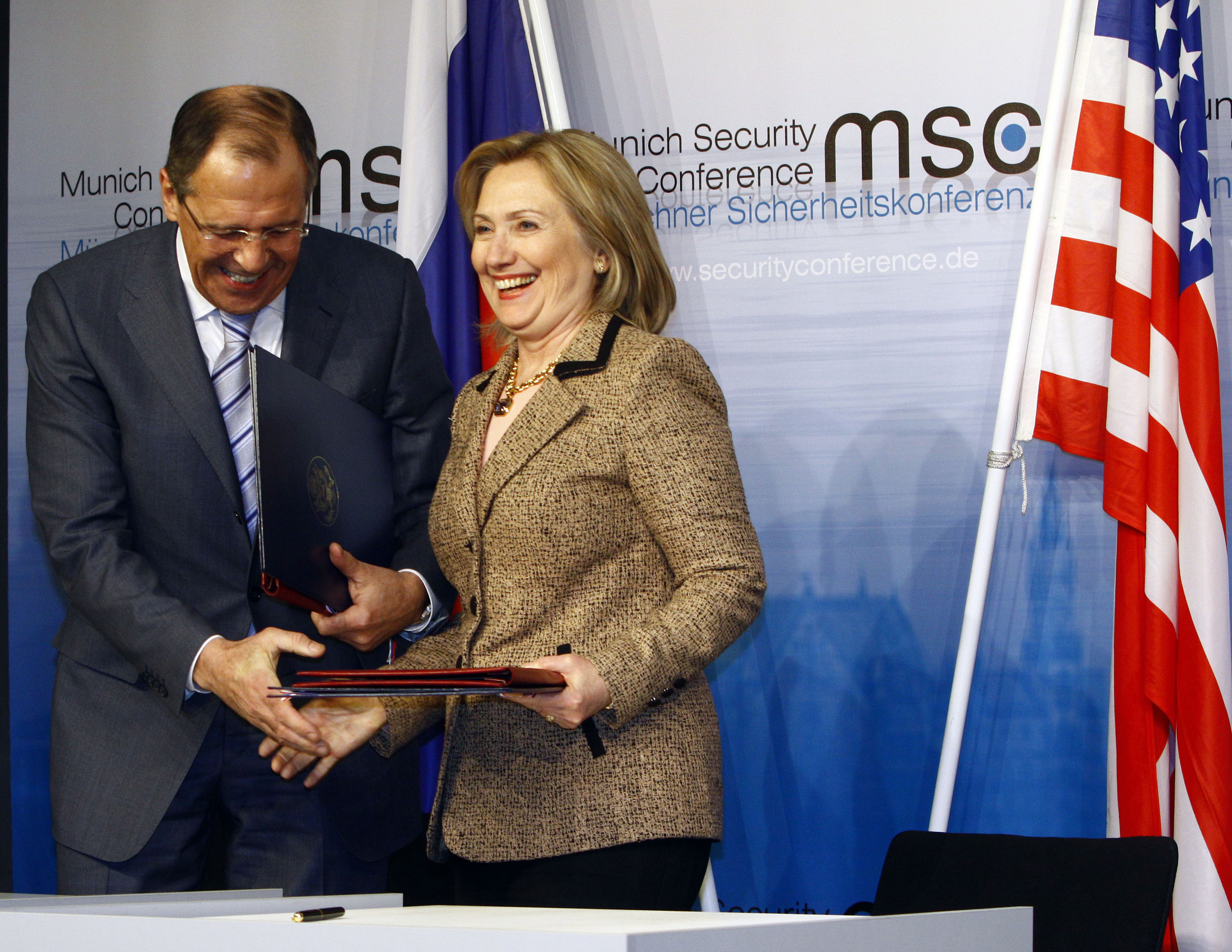
Clinton und Lawrow nach Tausch der START-Urkunden

Nunn, zugleich Geschäftsführer der Nuclear Threat Initiative, warnte vor einer zunehmenden Verbreitung waffenfähigen Spaltmaterials und des daraus erwachsenden Risikos eines nuklearen Terrorismus, sollte die Zahl der Staaten mit Atomwaffen weiter steigen. Richard Burt, Malcolm Rifkind und Viktor Esin von der Global-Zero-Initiative forderten auf der Sicherheitskonferenz eine deutliche Verminderung der Zahl atomarer Sprengköpfe in den USA und Russland sowie den Abzug aller taktischen Nuklearwaffen aus Europa. Im Rahmen der Konferenz tauschten Clinton und Lawrow die Ratifizierungsurkunden für das New START-Abkommen aus.

## Syrien

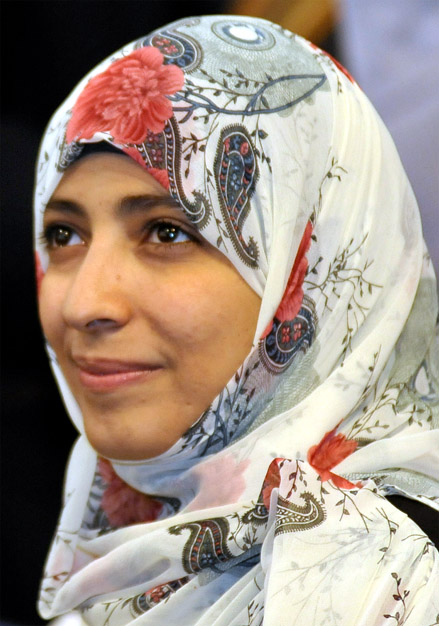
Die jemenitische Journalistin und Friedensnobelpreisträgerin Tawakkol Karman (2012)

Nachdem unmittelbar zuvor eine Syrien-Resolution des UN-Sicherheitsrates am Veto Russlands und Chinas gescheitert war, versuchten westliche Politiker während der Konferenz vergeblich, Russland zu einer Zustimmung zu bewegen. Scharfe Kritik am Veto Russlands und Chinas übte auf der Konferenz die jemenitische Journalistin und Friedensnobelpreisträgerin Tawakkol Karman, die erklärte: „Diese beiden Länder unterstützen das kriminelle Regime von Baschar al-Assad.“ Karman forderte die Konferenzteilnehmer auf, syrische Botschafter aus ihren Ländern auszuweisen.

## Globale Erwärmung

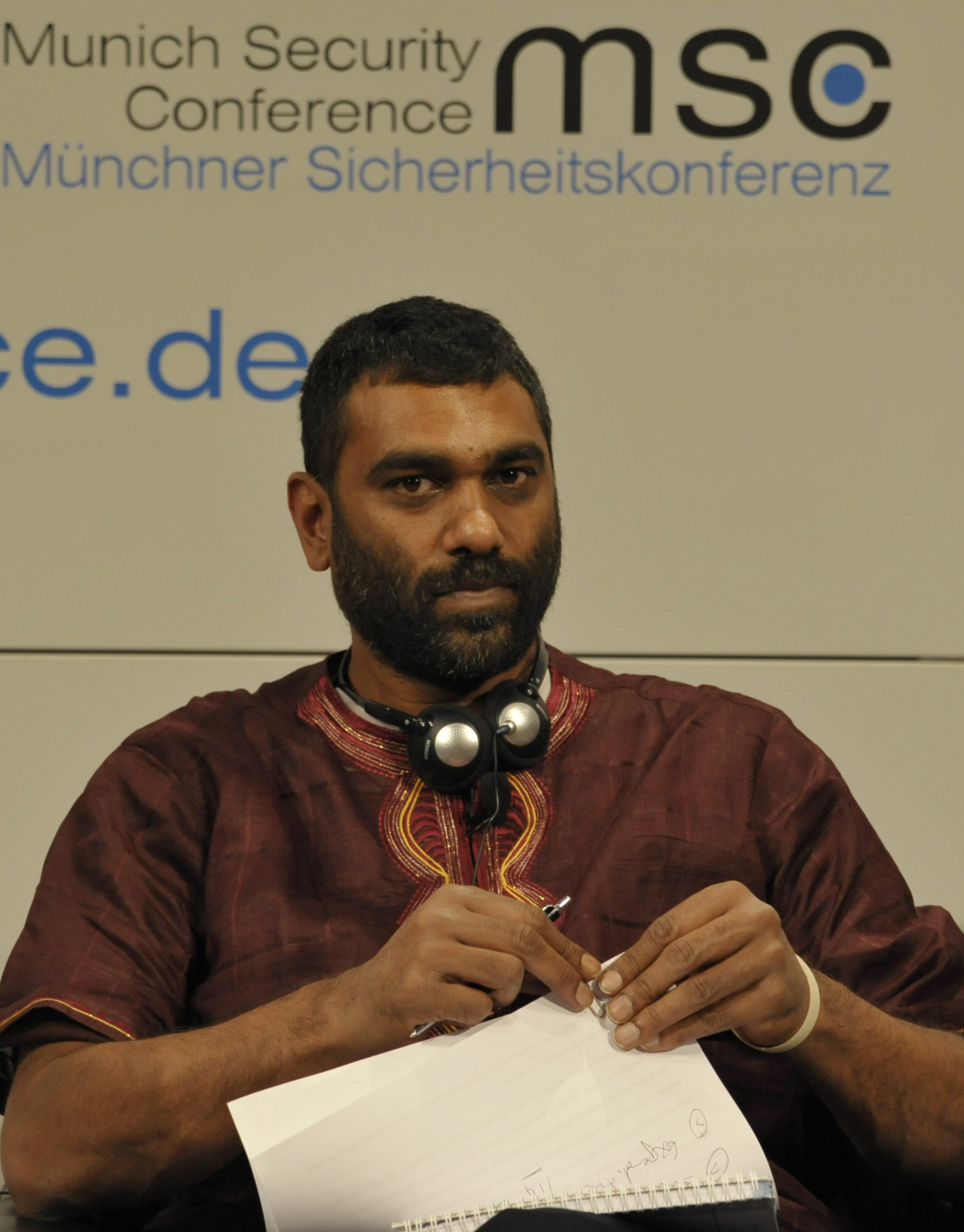
Kumi Naidoo, Direktor von Greenpeace, auf der 48. MSC

Mit Kumi Naidoo nahm erstmals ein Vertreter von Greenpeace an der Veranstaltung teil. In seiner Rede warnte der internationale Direktor der Umweltorganisation die Konferenzteilnehmer eindringlich vor den Folgen des Klimawandels und äußerte seine Hoffnung, dass dieser die Menschheit „zur Vernunft bringen“ werde.

## Eurokrise
Im Zusammenhang mit der Eurokrise warnte Deutsche-Bank-Chef Josef Ackermann eindringlich vor einem Scheitern des Euro, sollte Griechenland zahlungsunfähig werden.

## Cybersicherheit
Im Verlauf einer Diskussion zur Cybersicherheit warnte der russische Computerexperte Jewgeni Kasperski vor kriegerischen Auseinandersetzungen in globalen Datennetzen sowie Angriffen von Cyberterroristen und drängte auf eine Ächtung von Cyberwaffen. Die für Internetsicherheit zuständige EU-Kommissarin Neelie Kroes forderte ein internationales Vorgehen gegen Cyberkriminalität.